# ディルムッド・オディナ
ディアルムド・ウア・ドゥヴネ（Diarmuid Ua Duibhne）はケルト神話の登場人物。フィン物語群で語られるフィアナ騎士団の一員。ドゥンの息子。若さの神、妖精王オェングス、海神マナナン・マクリルを育ての親に持つ。ディルムッド・オディナ、ダーマッド、ディアミッド・オダイナなどとも呼ばれ表記される。

## 生涯
ディルムッドは優れた戦士で、美しい容姿である上に、女性を虜にしてしまう魔法の黒子を、妖精によって額（または頬）に付けられていた。ディルムッドは二本の槍と二本の剣を持っていた。それぞれ、ゲイ・ジャルグ（Gae Dearg 赤槍）とゲイ・ボー（Gae Buidhe 黄槍）、モラルタ（Mor-alltach 大なる激情）とベガルタ（Beag-alltach 小なる激情）という。

### グラーニアとの逃避行
フィアナ騎士団の大英雄フィン・マックールの3番目の妻となるはずだった婚約者グラーニアは、ディルムッドと恋に落ち、ディルムッドは彼女を連れて逃避行をする。フィンは最も信頼していた部下の不義に遭い怒り狂う。だが、オシーンやオスカーを筆頭に騎士団の面々はディルムッドに同情的であった。
ディルムッドは養父オイングスから魔法のマントを授かり、コノハトの森に砦を築いて定住していた。しかし、やがてフィンと騎士団に発見される。ディルムッドは自慢の跳躍力を活かして逃亡し、それ以来、流浪の生活を送ることとなる。アイスランド各地には、「グラーニアとディルムッドのベッド」と呼ばれる墳墓が残されている。
やがてドロスの森へと辿り着いたディルムッドは、若返りの実を守る隻眼の巨人シャーヴァンと出会い、彼と共に暮らすようになる。しばらくして、フィン・マックールの命を受けた二人の戦士が現れ、和解の条件として若返りの実の提供を要求するが、ディルムッドはこれを拒否し、彼らを捕らえる。
その後、グラーニアが若返りの実を欲したため、ディルムッドは彼女と共に巨人シャーヴァンと戦い、実を奪取。捕らえた戦士たちに実を授けることで事態を収めた。
しかしながら、フィンはその報せを受けてもディルムッドを赦さず、騎士団をドロスの森へ差し向ける。だが、オシーンの機転によってディルムッドは森からの脱出に成功した。
この結果に対してフィンは強い不満を抱き、養母であるドルイドにディルムッドの暗殺を依頼する。しかし、ディルムッドは「死者の歌」と呼ばれる槍を用いてこの襲撃を退ける。
その後、養父オイングスがフィンに和解を申し入れ、ついにディルムッドの長きにわたる逃亡生活は幕を閉じた。

### 死
数年の放浪の後、ディルムッドは不義を許され、館を構えグラーニアと正式に結婚し、5人の息子に恵まれる。

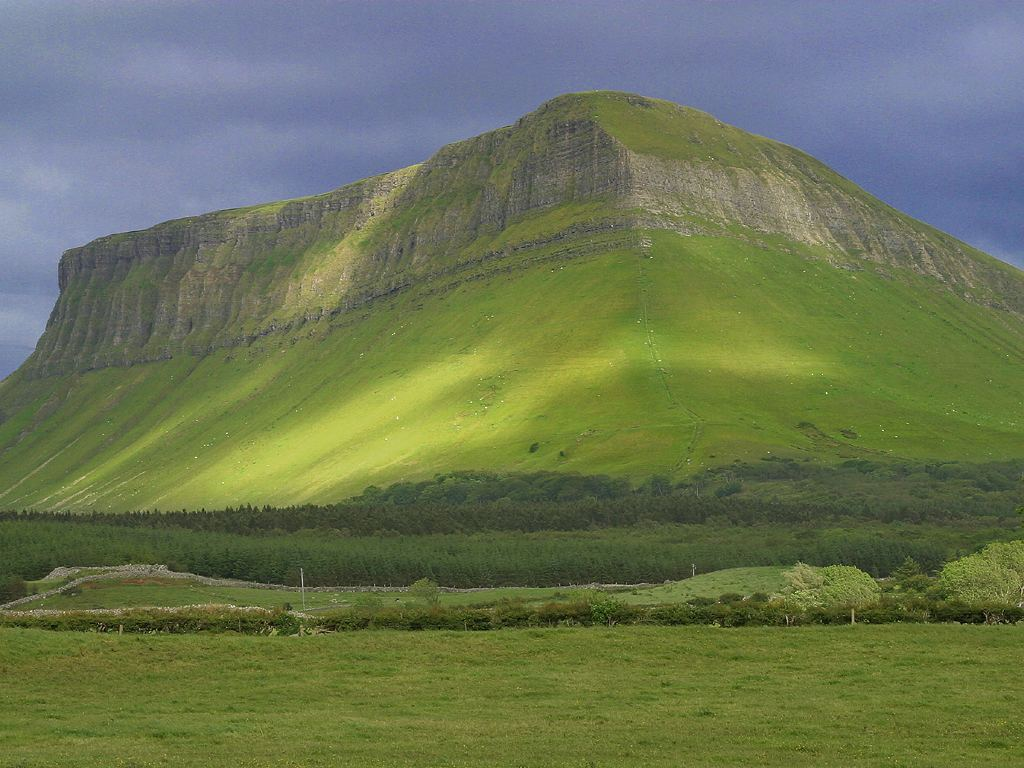
ベン・ブルベン

ディルムッドはベン・ブルベンの山での狩で、妻の忠告を聞きいれずにゲイ・ジャルグとモラルタではなく、ゲイ・ボーとベガルタを持ち、犬のマック・アン・フィル（Mac an Chuill）を連れて行くが、異父弟の化身である耳と尾のない大きな魔猪に瀕死の重傷を負わされてしまう。居合わせたフィン・マックールは、すくった水で傷を治すことのできる癒しの手をもっており、ディルムッドと彼の親友であるフィンの孫オスカに救命を懇願されるが、グラーニアについての恨みから、泉からすくった水をディルムッドのもとに運ぶまでに2度もこぼし、3度目になって、ようやくたどり着いた時には既にディルムッドは事切れていた。
なお、ディルムッドは逃亡中に猪と対峙して死亡したという説もある。
ディルムッドとグラーニアの物語にある「若い男、若い女と壮年の男との三角関係」というテーマは、他のケルト神話のエピソードにも登場していて、このテーマは、アルスター物語群のノイシュとデアドラとコノール・マクネッサの物語や、歴史物語群の『ローナーンの息子殺し』にも見られる。

## 作品
アイルランドのキルババのウォーターフロント記念公園にジム・コノリー作の「ディルムッド・オディナとグラニア」の石像が置かれている。